# Абу Даби (емират)
Абу Даби (арап. أبو ظبي []) је један од седам конструктивних емирата Уједињених Арапских Емирата. Са површином 67.340 км², што чино око 86% Уједињених Арапских Емирата, највећи је емират у заједници. У емирату Абу Даби живо око 1.500.000 становника што га чини другим по популацији. Седиште емирата је истоимени град Абу Даби у којем се поред резиденције владара Емирата, те дипломатских представништава других земаља, налазе и бројна седишта националних нафтних компанија. Са привредом вредном од 100 милијарди америчких долара, што је 2006. чинило преко 60% БДП у УАЕ, најбогатији је емират. Други најнасељенији град је Ал Аин у којем је 2007. живело 614.800 становника.
Владар емирата је Мухамед ибн Зајед ел Нахјан.